# Marquesado de Guimarey
El marquesado de Guimarey es un título nobiliario español creado por real decreto de 30 de septiembre de 1716 por el rey Felipe V de España a favor de Antonio Mosquera Villar y Pimentel, gran prior de Castilla en la Orden de Malta. Desde el 1 de septiembre de 2005, el titular es Diego de Saavedra y Silvela.

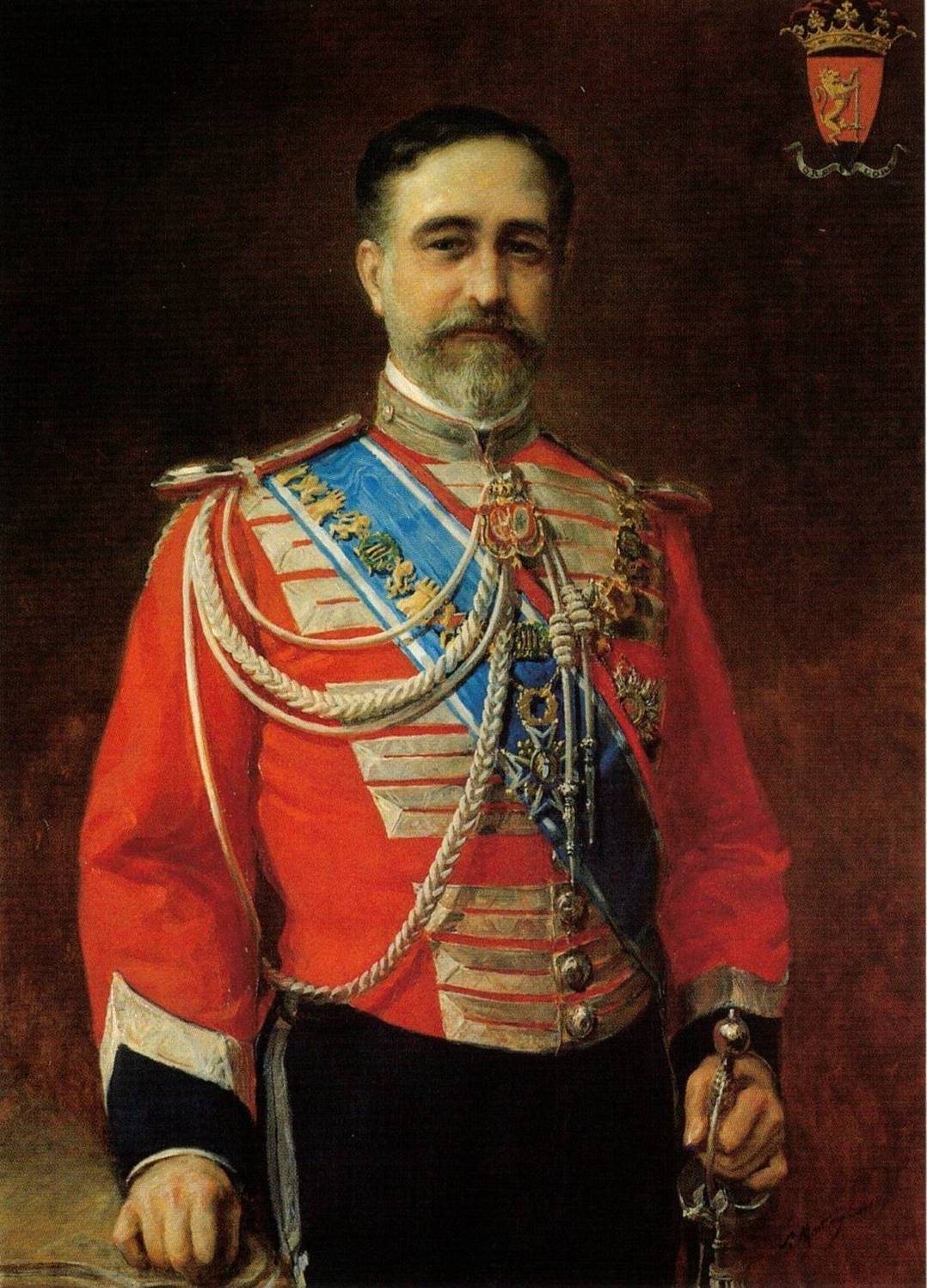
Jacobo Ozores y Mosquera, marqués de Guimarey. Salvador Martínez Cubells. 1902. (Palacio del Senado de España)

## Marqueses de Guimarey
|                       | Titular                                   | Periodo               |
| Creación por Felipe V | Creación por Felipe V                     | Creación por Felipe V |
| --------------------- | ----------------------------------------- | --------------------- |
| I                     | Antonio Miguel Mosquera Villar y Pimentel | 1716-                 |
| II                    | José Antonio Mosquera y Sotomayor         |                       |
| III                   | Luis Mosquera y Aranda                    |                       |
| IV                    | Mariano Mosquera y Moscoso                |                       |
| V                     | Luis Mosquera y Moscoso                   |                       |
| VI                    | Luis Mosquera y Novales                   |                       |
| VII                   | María Josefa Mosquera y Novales           |                       |
| VIII                  | Jacobo o Santiago Ozores y Mosquera       |                       |
| IX                    | María de la Aurora Ozores y Saavedra      |                       |
| X                     | Carlos de Saavedra y Ozores               |                       |
| XI                    | José de Saavedra y Ligne                  | -2005                 |
| XII                   | Diego de Saavedra y Silvela               | 2005-actual titular   |